# Лондонская школа
Лондонская школа (англ. School of London) — термин, придуманный Р. Б. Китаем в 1976 году для обозначения ряда лондонских художников, в работах которых в центре внимания была человеческая фигура. Впоследствии под Лондонской школой понимали работы шести художников: Франк Ауэрбах, Фрэнсис Бэкон, Р. Б. Китай, Леон Коссоф, Люсьен Фрейд и Майкл Эндрюс. Экспозиция художников представлена в галерее Тейт. В 2019 году выставка была представлена в ГМИИ им. А. С. Пушкина.

## История
В послевоенный период Лондон стал центром притяжения творческих идей: сюда стекались художники со всей Европы в надежде укрыться от разрушений нацизма. В противовес всеобщему увлечению абстракционизмом и концептуализмом, художники «Лондонской школы» во многом оставались приверженцами фигуративной живописи. Они стали «Лондонской школой» в 1976 году — после выставки «Человеческая глина», курируемой Роном Б. Китаем. Чаще всего к «Лондонской школе» относили Фрэнсиса Бэкона, Люсьена Фрейда, Рона Б. Китая, Франка Ауэрбаха, Леона Коссофа и Майкла Эндрюса. Художников связывал не только непревзойденный талант, но учёба в одних учебных заведениях, дух послевоенного времени и, конечно, дружба.
Несмотря на разные творческие подходы и техники письма, художников объединяло стремление изобразить человеческую фигуру — хрупкую, измученную ужасами войны и изувеченную временем. Травматический опыт войны и её страшные последствия побуждали их к исследованию хрупкости человеческого тела. В то время как искусство после Второй мировой войны зачастую пыталось абстрагироваться от пережитой боли, британские художники продолжали переосмыслять пережитое, раз за разом напоминая об уязвимости человека.
Особый вклад в развитие и признание «Лондонской школы» вложили Люсьен Фрейд и Фрэнсис Бэкон.